# Dominikai Közösség
A Dominikai Közösség (angolul Commonwealth of Dominica, vagy röviden csak Dominica) Dominika kis szigetén terül el a Kis-Antillák szigetívében. (Ez a szigetív vulkanikus eredetű, így gazdag földje kiváló földművelésre.) Nevét Kolumbusztól kapta, amely latinul vasárnapot jelent. A terület később Nagy-Britannia gyarmata lett, 1978-ban nyerte el a függetlenségét.
A sziget nagyrészt domb- és hegyvidék. Trópusi éghajlatú földjén banánt, citrusféléket, kakaót, vaníliát, fűszernövényeket termesztenek. Jelentős bevételi forrása az idegenforgalom. Speciális bányakincse a tajtékkő (habkő), amelyből többek között pipa és szipka készíthető.

## Földrajz
A szigetet nyugatról a Karib-tenger, keletről az Atlanti-óceán övezi. A Kis-Antillákon belül a Szél felőli szigetek legészakibb tagja. Martinique és Guadeloupe szigetek között helyezkedik el.

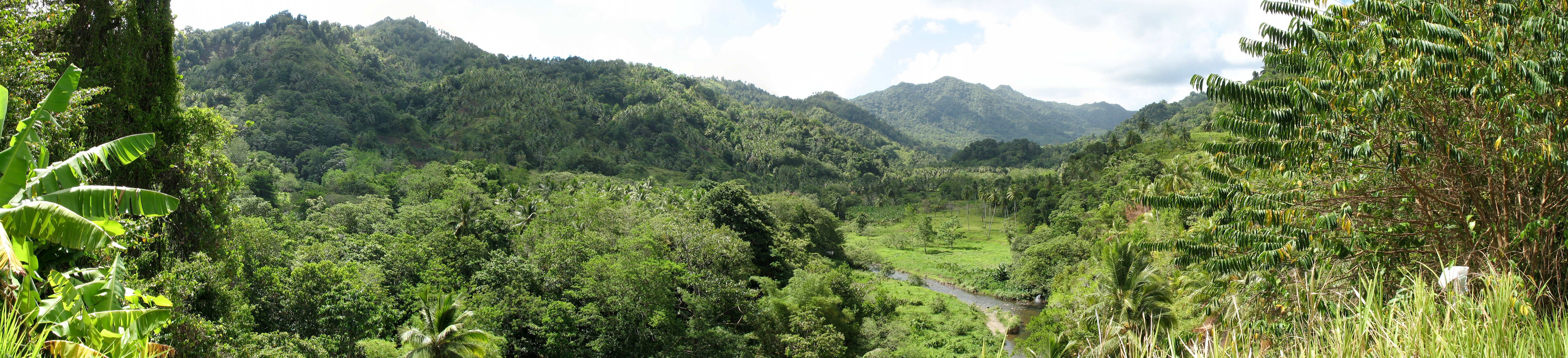
Tájkép a sziget belsején
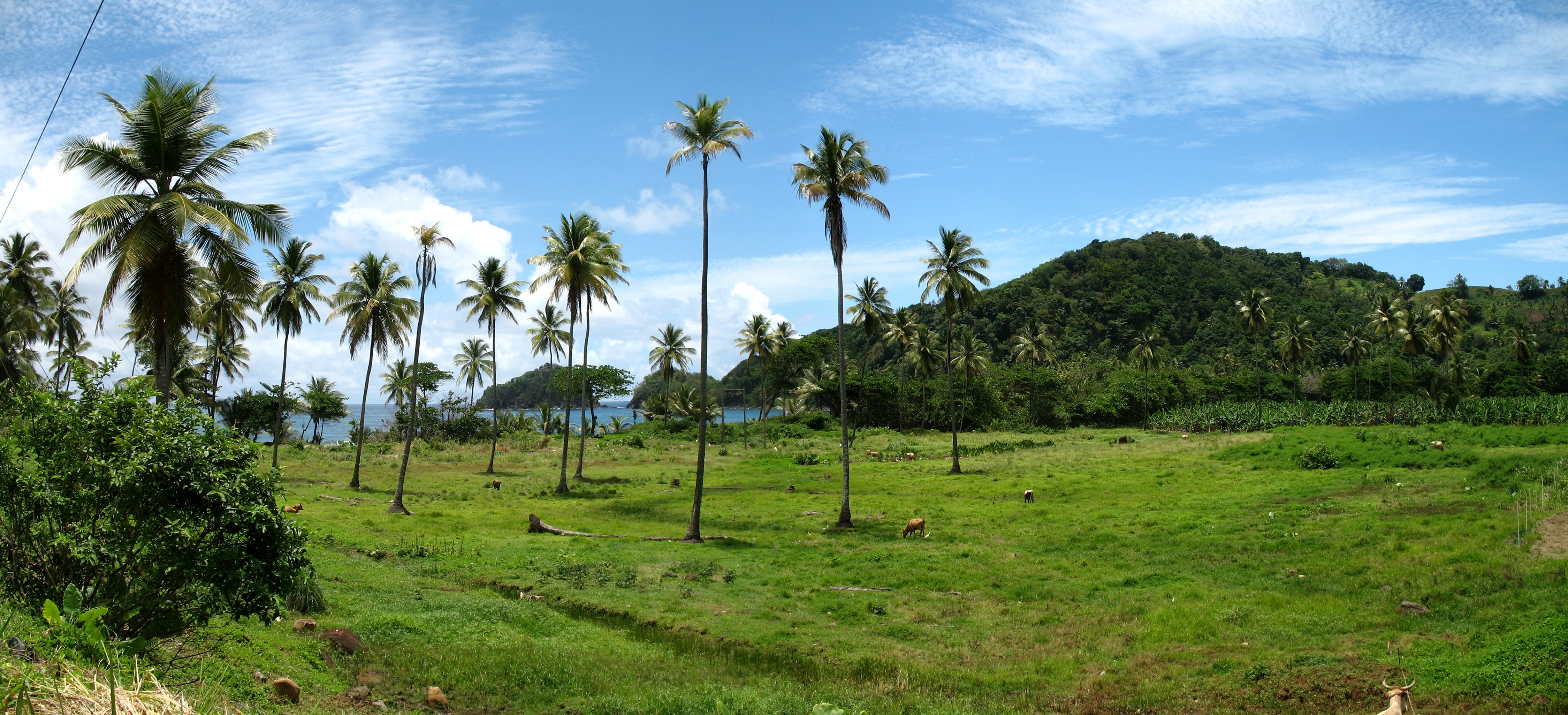
Tájkép

### Domborzat
A vulkanikus eredetű sziget hegyvidék. A hegyoldalak meredekek, a völgyek szűkek. Legmagasabb pontja: Morne Diablatins, 1447 m.

### Vízrajz
365 patakot tartanak számon. Ezek meredeken, vízeséseken át érik el a tengert. A szigeten található a világ második legnagyobb, állandóan forrásban lévő tava (Boiling Lake). Ennek mélysége is, átmérője is 60 m. A tó és környezete természeti világörökség.
A partok előtt korallzátonyok alakultak ki. Az északkeleti part homokos.

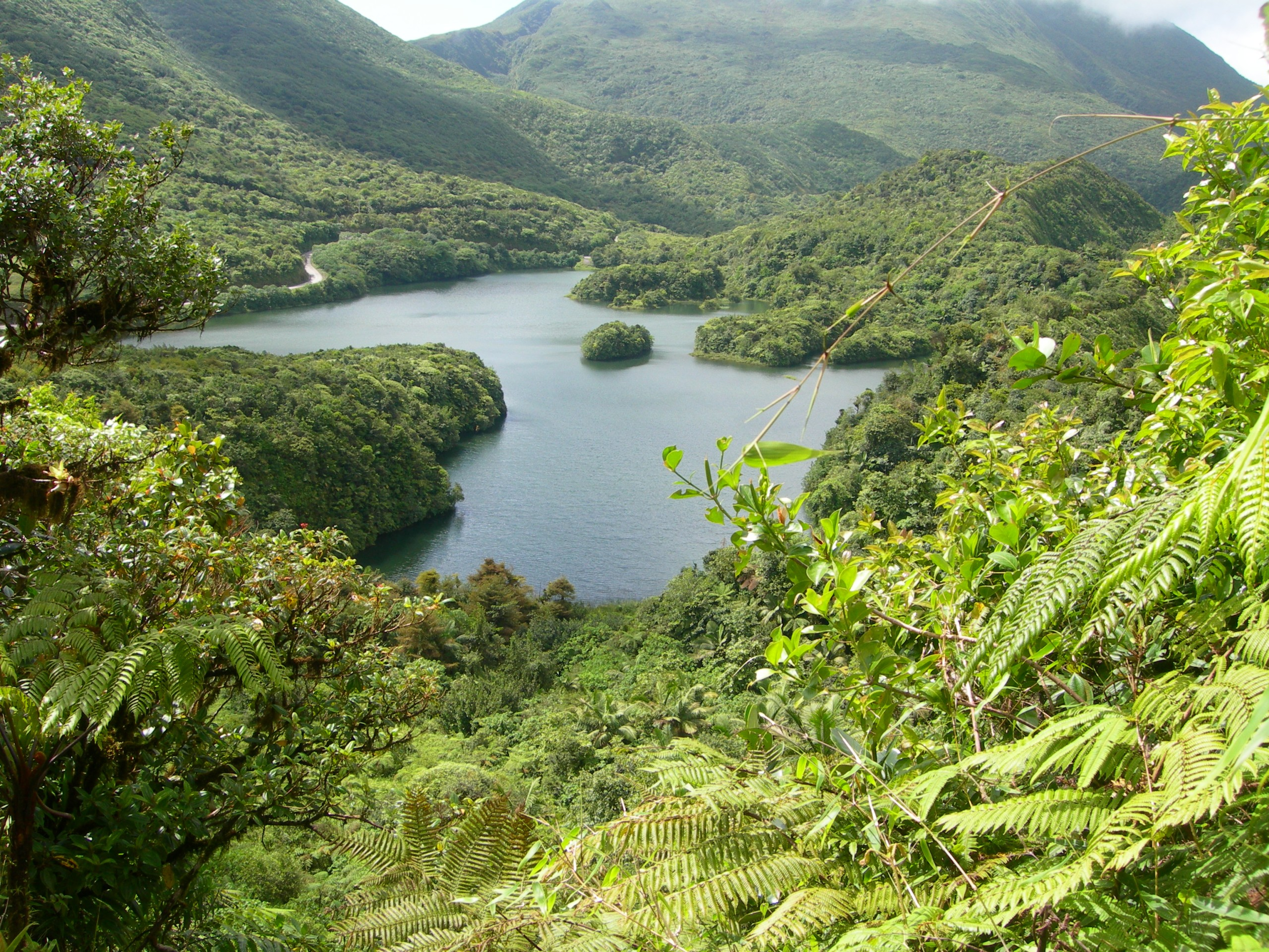
Boeri-tó
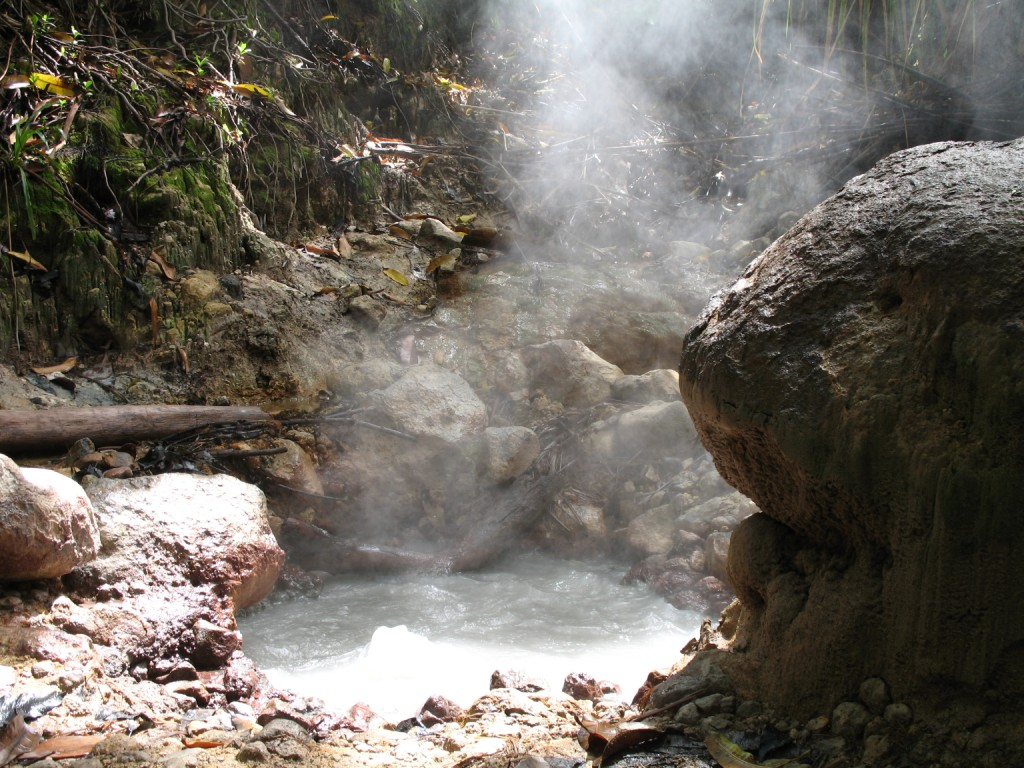
Forrásban lévő kis tó

### Éghajlat
A sziget éghajlata trópusi. Nyár végén előfordulhat hurrikán.

### Élővilág, természetvédelem
A meredek hegyek sokáig megóvták a szigetet az európaiak nagyobb arányú betelepülésétől, a földművelés elterjedésétől. Manapság pedig tudatosan igyekeznek korlátozni a tömegturizmus káros hatásait.
A máig érintetlen esőerdőkben több olyan növény- és állatfaj él, amelyek a közeli szigetekről már kipusztultak. A közeli tengereken olyan gyakoriak a nagy testű cetfélék, hogy a bálnamegfigyelés a turizmus önálló ágává vált.

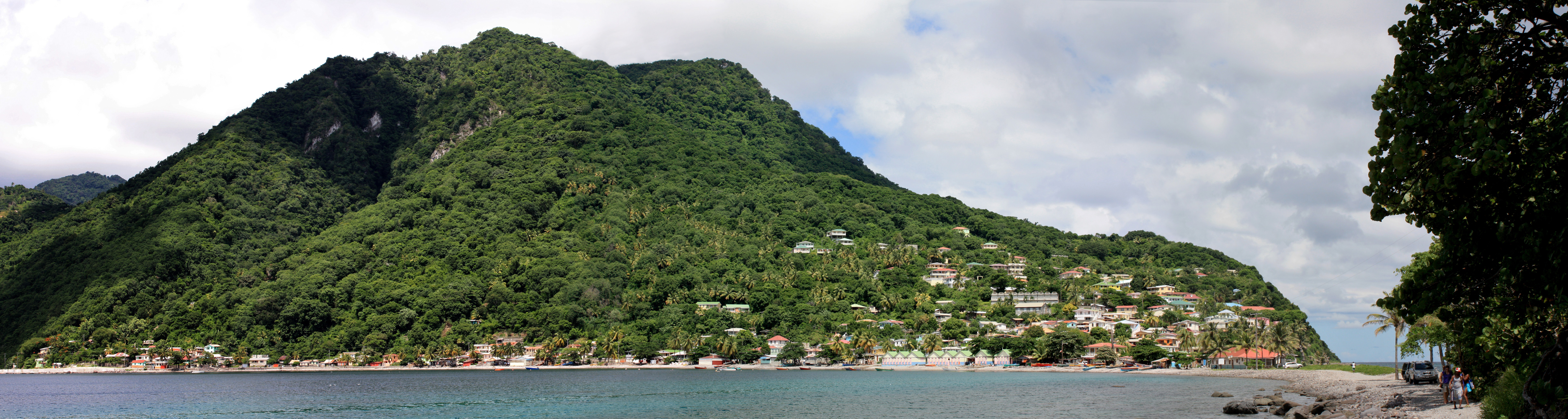
Scotts Head

#### Nemzeti parkjai
- Cabrits Nemzeti Park – a sziget északnyugati csúcsa, trópusi esőerdő és korallzátonyok.
- Morne Diablotin Nemzeti Park – vulkán a sziget északi részén.
- Morne Trois Pitons Nemzeti Park – vulkanikus vidék sok érdekességgel.

A nemzeti parkokon kívül is vannak védett erdők a szigetországban.

#### Természeti világörökségei
- Morne Trois Pitons Nemzeti Parkot 1997-ben vette fel az UNESCO a világörökség-listára.

## Történelem

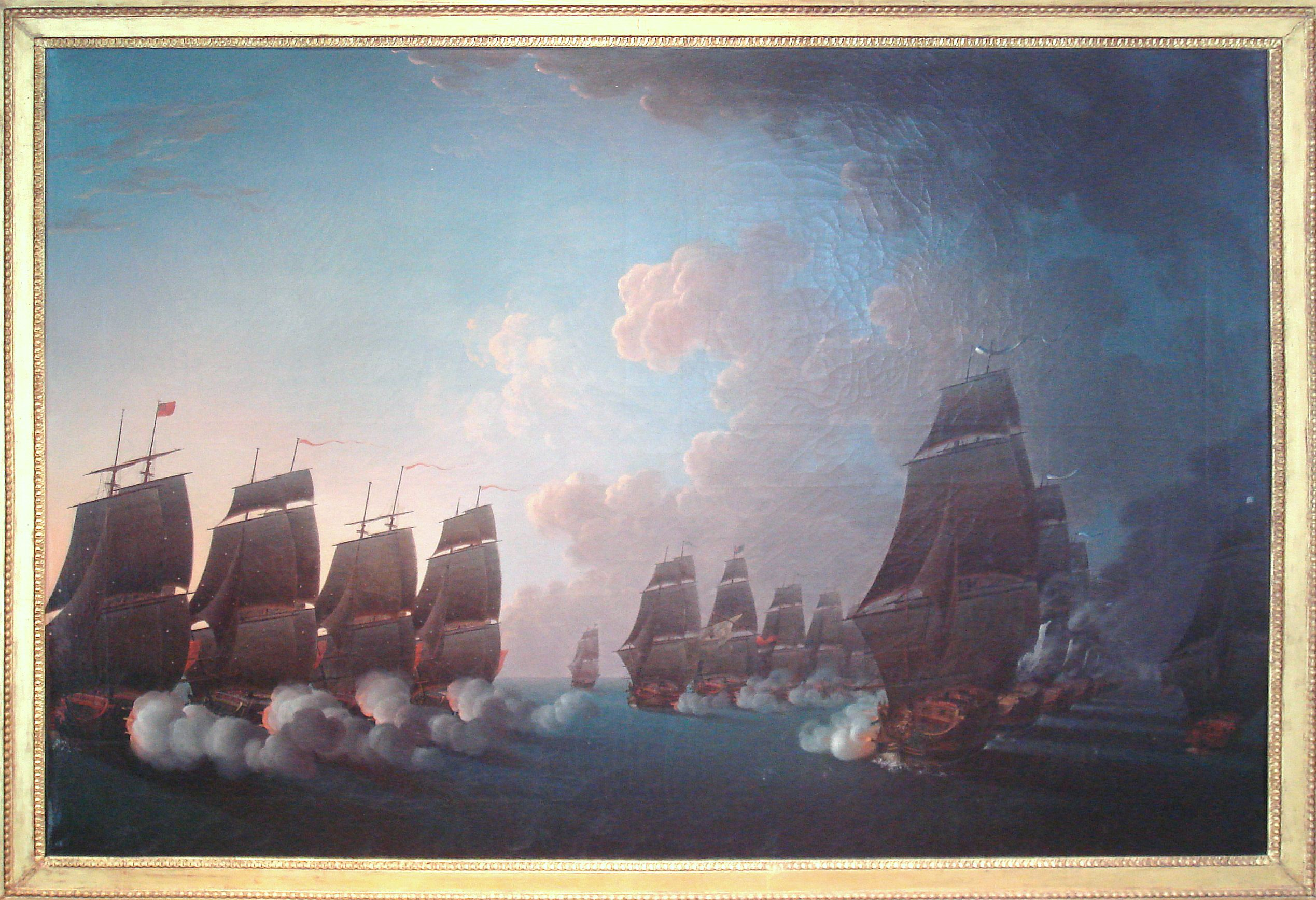
Tengeri csata a szigetnél az 1700-as években, festmény

Dominika legkorábbi lakói az arawakok voltak. Őket a XV. században a karibok követték.
Kolumbusz Kristóf egy vasárnapi napon (vasárnap latinul (dies) Dominica) érkezett Dominikára, 1493. november 3-án. Miután vereséget szenvedtek a kariboktól, ő és legénysége elhagyta a szigetet. 1627-ben Anglia kísérelte meg sikertelenül a sziget elfoglalását. 1635-ben a franciák jelentették be igényüket, misszionáriusokat küldtek, de nem tudták elragadni Dominikát a kariboktól. Az 1660-as években a franciák elhagyták a szigetet, Saint Vincentre távoztak. A következő évszázadokban Dominika elszigetelt maradt, és egyre több olyan karib telepedett le itt, akiket a térségbe érkező európai hatalmak elűztek a környező szigetekről.
1763-ban a sziget birtokát Franciaország formálisan átadta Nagy-Britanniának. Az angolok 1805-ben nyilvánították gyarmattá a szigetet és szervezték meg igazgatását. A Brit Birodalomban 1834-ben szabadították fel az afrikai rabszolgákat, és 1838-ban a karibi térségben Dominika volt az első brit gyarmat, ahol a feketék többségbe kerültek a helyi törvényhozásban.
1958 és 1962 között a Nyugat-indiai Föderáció része volt, majd 1967-ben teljes belső önkormányzatot kapott Nagy-Britannia társult államaként. A teljes függetlenséget 1978. november 3-án nyerte el Dominikai Közösség néven.

## Államszervezet és közigazgatás

### Alkotmány, államforma
Államformája parlamentáris köztársaság.

### Törvényhozás, végrehajtás, igazságszolgáltatás
A jogrendszer az angol mintán alapul.

### Politikai pártok
2020 táján a jelentősebb pártok: 
- Dominikai Munkáspárt vagy DLP
- Dominikai Szabadságpárt vagy DFP
- Dominikai Egyesült Munkáspárt vagy UWP

### Közigazgatási beosztás
Közigazgatásilag 10 parókiára osztják a katolikus szentek angol nevei után (zárójelben a 2011-es népsz. adatokkal):
- Saint Andrew Parish (9,471)
- Saint David Parish (6,043)
- Saint George Parish (21,241)
- Saint John Parish (6,561)
- Saint Joseph Parish (5,637)
- Saint Luke Parish (1,668)
- Saint Mark Parish (1,834)
- Saint Patrick Parish (7,622)
- Saint Paul Parish (9,786)
- Saint Peter Parish (1,430)

## Népessége

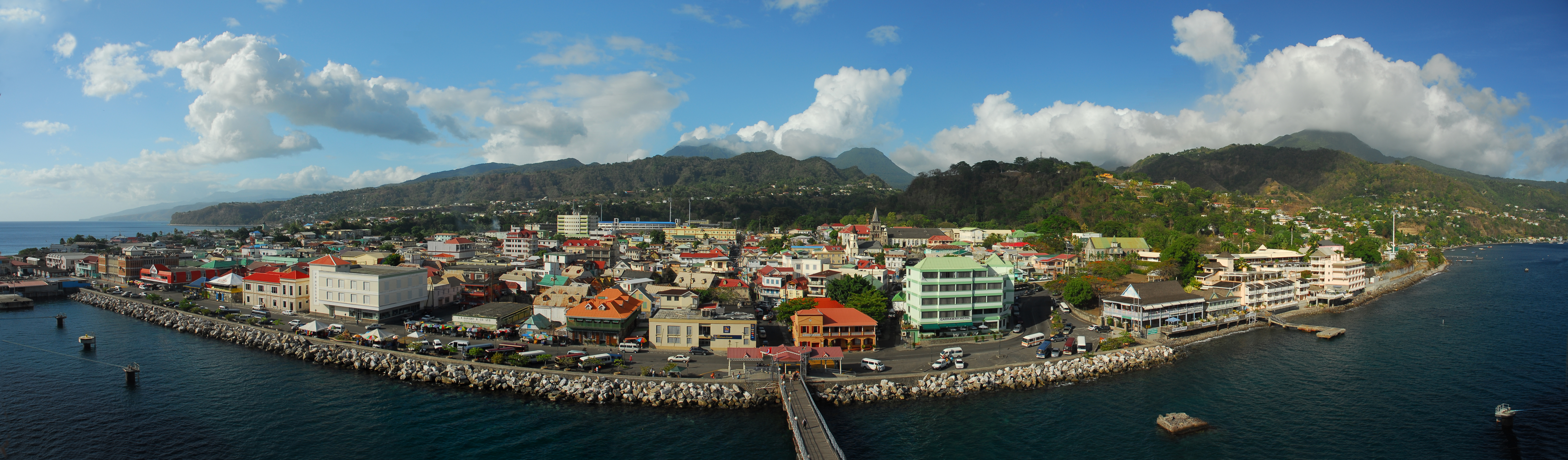
A főváros, Roseau

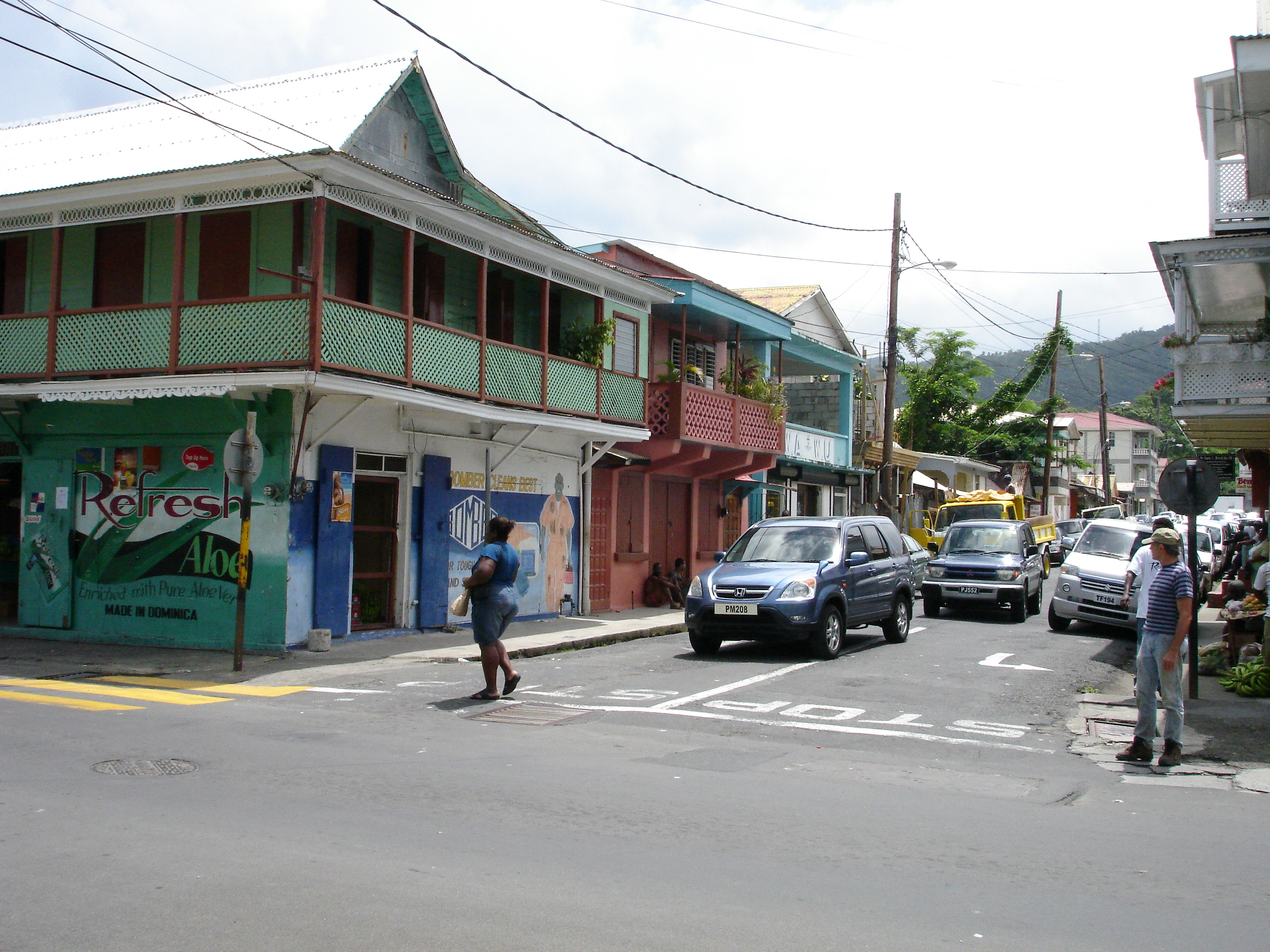
Roseau egy utcaképe

### Népességének változása
| Lakosok száma | 60 016 | 66 305 | 71 737 | 74 923 | 73 640 | 70 849 | 70 756 | 70 325 | 71 167 | 74 656 |
|               | 1960   | 1966   | 1972   | 1979   | 1985   | 1991   | 1997   | 2004   | 2010   | 2023   |

### Etnikumok
A szigetlakók túlnyomó többsége afrikai eredetű fekete (a 2014-es népszámláláskor 75%). A vegyes házasságok miatt jelentős kevert népesség van (kb. 19%), valamint egy kicsi európai származású kisebbség (0,8%; francia, brit és ír gyarmatosok leszármazottai), továbbá kelet-indiaiak (0,1%) és kis számban libanoni/szíriaiak (0,1%) és más ázsiaiak.

### Nyelv
Az ország hivatalos nyelve az angol, de a mindennapi élet nyelve a francia alapú kreol.

### Vallási összetétel
A lakosság 61%-a római katolikus, 6%-a adventista, 6%-a pünkösdista, 4%-a baptista, 4%-a metodista, 8%-a egyéb keresztény, 11%-a egyéb vallásokhoz tartozik vagy nem vallásos. A vudu vallás is jelen van[forrás?].

## Gazdaság

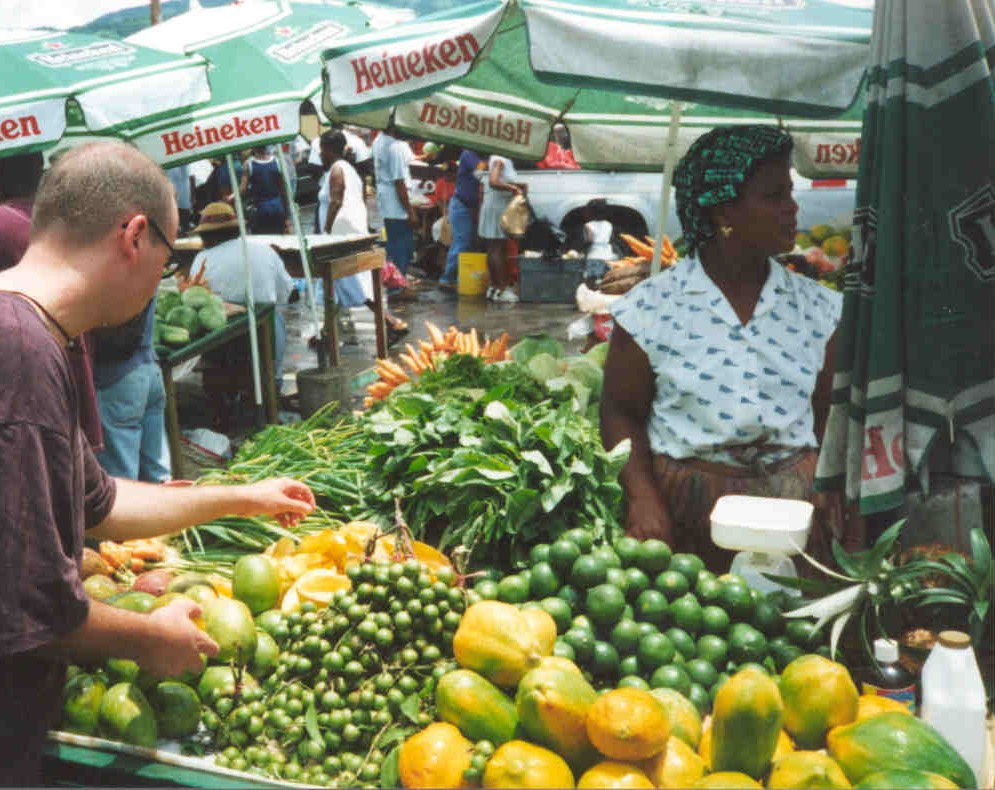
Piackép

### Általános adatok
A dominikai gazdaság az elmúlt évtizedekben a mezőgazdaságtól - elsősorban a banántól - függött, de egyre inkább a turizmus felé hajol el, és a kormány a szigetet mint "ökoturisztikai" célpontot kívánja népszerűsíteni.
2017 szeptemberében az itt áthaladó Maria hurrikán elpusztította az ország mezőgazdaságának nagy részét, és nagy kárt okozott a közlekedési és fizikai infrastruktúrájában.

### Gazdasági ágazatok

#### Mezőgazdaság
Főbb termények: banán, jamsz, grapefruit, taro, kókuszdió, yautia, cukornád. 

#### Ipar
Főbb ágazatok: szappan és kókuszolaj gyártása, bútorok, cementtömbök, cipők készítése. 

#### Kereskedelem
- Exporttermékek: banán, kopra, citrusfélék, növényi olaj, zöldség.
- Importtermékek: műszaki berendezések és alkatrészek, vegyipari termékek, élelmiszer, iparcikkek.
- Főbb kereskedelmi partnerek: Karib-tengeri Közösség, Egyesült Királyság, USA, Hollandia, Kanada.

#### Az országra jellemző egyéb ágazatok

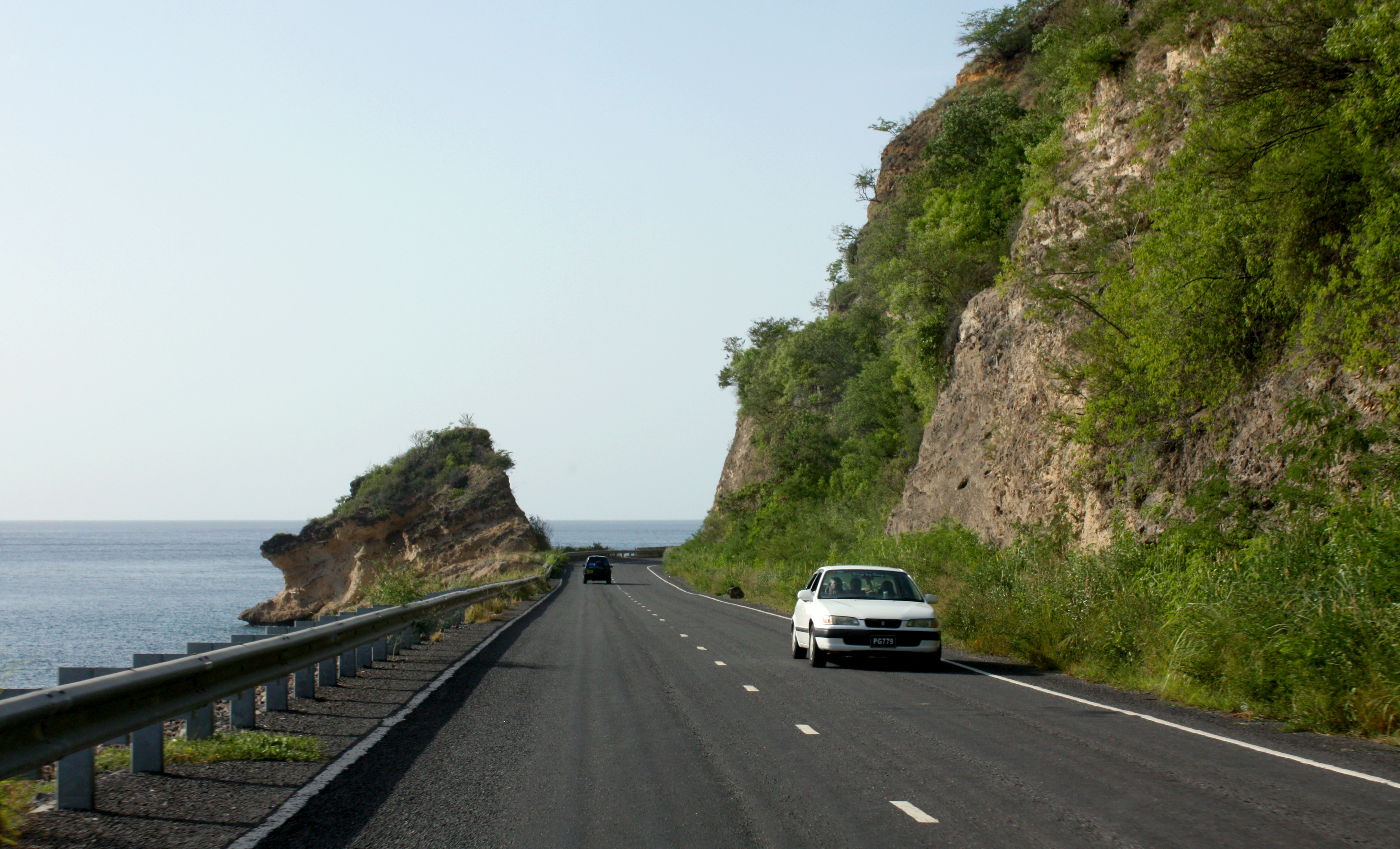
Út a sziget nyugati partján (Colihaut és Coulibistrie között)

## Közlekedés
- Közutak hossza: 780 km (baloldali közlekedéssel)
- Repülőterek száma: 2
- Kikötők száma: 2

## Telekommunikáció
| Hívójel prefix | J7 |
| ITU zóna       | 11 |
| CQ zóna        | 8  |

## Kultúra

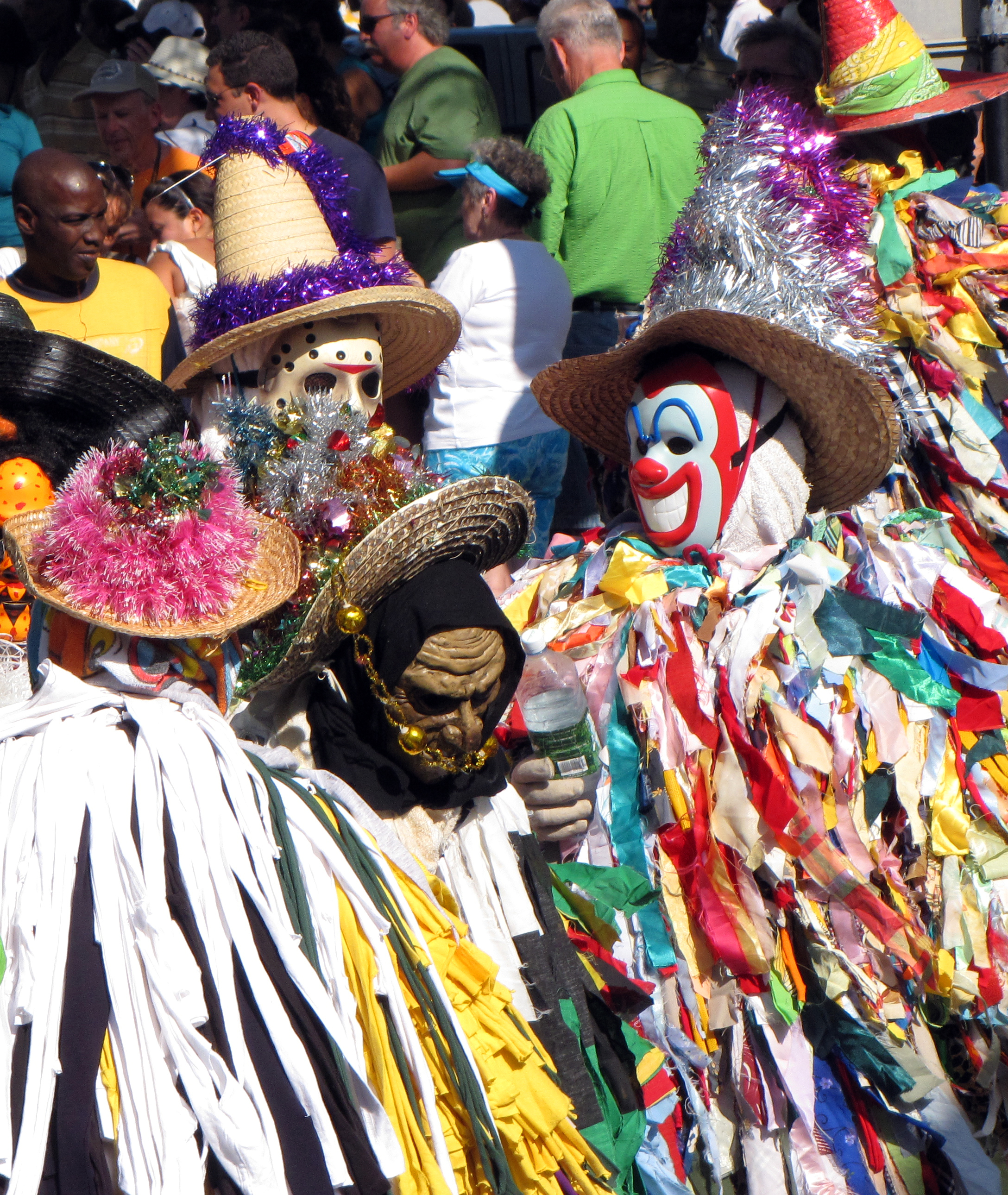
Karneváli jelmezek

### Művészetek
- Építészet
- Képzőművészetek
- Irodalom
- Filmművészet
- Zene

### Gasztronómia
A helyi konyha jellegzetes kreol gasztronómia, amelynek különlegessége a benne felhasznált, szigeten termő sajátos fűszerek.
A dominikai konyha közeli rokonságban áll Trinidad (sziget) és Saint Lucia konyhájával.
A reggeli az első legfontosabb étkezés. Legjellemzőbb reggeli fogás a szárított-sózott tőkehal, tésztával és/vagy olajban sütött süteménnyel. A gyorsétkezdékben is gyakran szolgálnak fel könnyű harapnivaló gyanánt sózott halat és süteményeket, sőt az utcai árusoktól egész nap lehet venni hal- és csirkefalatokat, valamint ízletes turmixokat.
További jellemző, könnyű ételek még a kukoricakása, amit finom kukoricadarából főznek, valamint tej és sűrített tej, amiket sokszor édesítenek cukorral. Az angol konyha hatását tükrözik a szalonnás tojásrántotta és a pirítós megléte.
Az ebéd készülhet zöldségek széles választékából, mint a jamgyökér, burgonya, rizs, borsó, útifű és tánia. A hal- és baromfihúson túl fontos alapanyag a marhahús is. A húsokat általában hagymával, sárgarépával, fokhagymával, gyömbérrel és gyógynövényekkel, például kakukkfűvel párolják le. Egy sajátos módszerrel pedig egy sűrű, sötét mártást csinálnak így. További ebédre felszolgált népszerű ételek a rizs, borsó, párolt csirke, sült marhahús, sült és párolt hal, valamint sokféle kiadós halleves és leves gazdagon ellátva gombócokkal, sárgarépával és őrleményekkel.
A sziget egzotikus gyümölcsei, mint a banán, kókusz, papaya, guáva, ananász és mangó kitűnők desszertnek, levükből pedig frissítőket készítenek. A hegyi csirké-nek nevezett montserrat-i békából (Leptodactylus fallax) készül Dominika nemzeti étele. Mivel az állat mostanra védett faj, ezért elejtése és fogyasztása engedélyhez kötött.
A legfőbb italkülönlegesség Dominikán a cukornádból készült rum, amiből puncsot és turmixot csinálnak. Angol hatásra terjedt el a teafogyasztás és a sörfőzés. A hagyományos fekete tea mellett rengeteg különféle gyógynövényből főzött teát fogyasztanak a szigeteken. A sziget saját sörmárkája a Kubuli.

## Turizmus

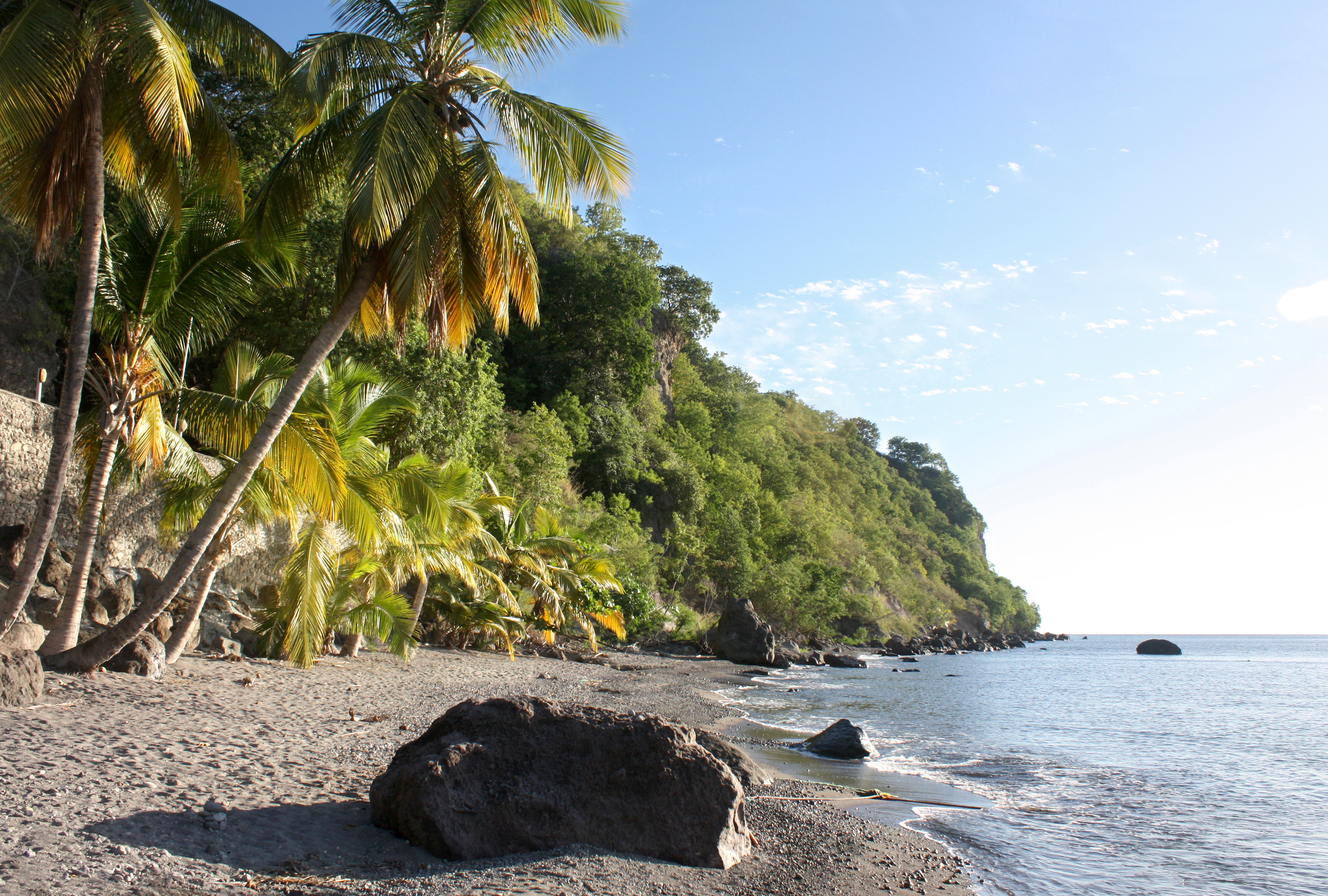
Batalie-öböl

A 21. század elején a turizmus még viszonylag fejletlen, amit a sziget erre alkalmatlan partjai és a nemzetközi repülőtér hiánya okoz. Ha mégis ezt a helyet választja valaki üdülésre, akkor kötelező a sárgaláz elleni oltás, ha fertőzött országból érkezik/országon át utazik.

## Sport
Az olimpiai játékokon eddig egy aranyérmet nyertek Thea LaFond révén női hármasugrásban a 2024-es párizsi nyári olimpián
- Bővebben: Dominikai Közösség az olimpiai játékokon

Az ország labdarúgó-válogatottja még 1932-ben játszotta első hivatalos mérkőzését. A szövetség 1995 óta tagja a FIFA-nak. Még sosem vettek részt labdarúgó-világbajnokságon, illetve a CONCACAF-aranykupán.

## Állami ünnepek
| Dátum           | Név                       |
| --------------- | ------------------------- |
| január 1.       | újév                      |
| január 2.       | újév másnapja             |
| február/március | Karnevál (rózsahétfő)     |
| február/március | hamvazószerda             |
| tavasz          | nagypéntek                |
| tavasz          | húsvétvasárnap és hétfő   |
| május 1.        | a munka ünnepe            |
| május           | pünkösdvasárnap és -hétfő |
| augusztus 1.    | az emancipáció napja      |
| november 3.     | a függetlenség napja      |
| november 4.     | a népi választás napja    |
| december 25-26  | karácsony                 |